# 나 (불교)
나와 내 것은  불교 용어로는 각각 아(我)와 아소(我所)라고 한다. 아와 아소를 통칭하여 아사(我事)라고 한다. 보다 엄밀하게는 아와 아소를 각각 아상사(我相事)와 아소사(我所事)라 부른다.
아사(我事)의 문자 그대로의 뜻은 '나의 일' 또는 '나에 관련된 일'로, 5온의 개별 또는 다수를 '나[我]' 또는 '내 것[我所]'이라고 계집(計執: 생각하여서 집착함, 헤아려서 집착함)하는 것, 즉 5온의 개별 또는 다수를 '나[我]' 또는 '내 것[我所]'이라고 생각하여서 5온의 개별 또는 다수에 집착하는 것을 말한다.
《대승아비달마집론》과 《대승아비달마잡집론》에 따르면,
아사(我事)에는 신구아사(身具我事) · 수용아사(受用我事) · 언설아사(言說我事) · 조작일체법비법아사(造作一切法非法我事) · 피소의지아자체사(彼所依止我自體事)의 5가지가 있으며, 이들을 통칭하여 5종아사(五種我事) 또는 5가지 아사라고 한다. 5종아사는 크게 아상사(我相事)와 아소사(我所事)로 분류된다.
아상사(我相事)는 '나[我]라는 계집(計執)', 즉, 5온의 개별 또는 다수를 '나[我]'라고 생각하여서 5온의 개별 또는 다수에 집착하는 것을 말하며, 피소의지아자체사가 아상사에 속한다. 아소사(我所事)는 '내 것[我所]이라는 계집(計執)', 즉, 5온의 개별 또는 다수를 '내 것[我所]'이라고 생각하여서 5온의 개별 또는 다수에 집착하는 것을 말하며,
신구아사 · 수용아사 · 언설아사 · 조작일체법비법아사의 4가지가 아소사에 속한다.
《대승아비달마잡집론》에 따르면,
세간의 유정들은 대부분 5온 가운데 식온에 대해 '나[我]'라고 계집(計執)하는 일, 즉 아상사를 가지며, 그 밖은 다른 온, 즉 색온 · 수온 · 상온 · 행온에 대해서는 '내 것[我所]이라고 계집(計執)하는 일, 즉 아소사를 가진다.

## 아소사

### 신구아사
신구아사(身具我事)의 문자 그대로의 뜻은 '신구(身具)의 아사(我事)'로, '신구에 대한 아상사(我相事)' 또는 '신구에 대한 아소사(我所事)'를 뜻하는데, 《대승아비달마잡집론》에 따르면 후자의 의미이다. 즉 신구를 '내 것[我所]'이라고 계집(計執)하는 것 즉 신구를 내 것이라고 생각하여 신구에 집착하는 것을 말한다.
신구(身具)는 내외의 색온에 속한 것들[內外色蘊所攝]를 말한다. 내적인 색온은 안근 · 이근 · 비근 · 설근 · 신근의 5근을 말하고, 외적인 색온은 색경 · 성경 · 향경 · 미경 · 촉경의 5경을 말하는데, 특히 각 개인의 현재의 소유물과 같은, 개개인 자신과 관련된 5경을 말한다.
간단히 말하면, 신구아사(身具我事)는 5온 가운데 색온을 '내 것[我所]'이라고 생각하여 집착하는 것[計執]을 말한다.

### 수용아사
수용아사(受用我事)의 문자 그대로의 뜻은 '수용(受用)의 아사(我事)'로, '수(受)의 작용[用]에 대한 아상사(我相事)' 또는 '수(受)의 작용[用]에 대한 아소사(我所事)'를 뜻하는데, 《대승아비달마잡집론》에 따르면 후자의 의미이다. 즉 수(受)의 작용[用]을 '내 것[我所]'이라고 계집(計執)하는 것 즉 수(受)의 작용[用]을 내 것이라고 생각하여 신구에 집착하는 것을 말한다.
수(受)는 감수작용 · 느낌 · 지각 · 영납(領納)의 마음작용을 말하며, 5온 가운데 수온에 해당한다. 수(受)에는 고수(苦受: 괴로운 느낌) · 낙수(樂受: 즐거운 느낌) · 불고불락수(不苦不樂受: 괴롭지도 즐겁지도 않은 느낌)의 3수가 있다.
수용아사(受用我事)는 자신의 느낌 또는 지각을 '내 것'이라고 집착하는 것을 말하는데, 특히, 강렬한 느낌에 집착하는 것을 말한다. 예를 들어, 사랑하는 사람에 대한 사랑의 느낌을 '내 것'이라고 생각하여 집착하는 것이나 괴로운 일을 당하였을 때 상처받은 느낌을 '내 것'이라고 생각하여 집착하는 것을 말한다. 이러한 집착 즉 탐(貪)은 진(瞋) · 분(忿) · 한(恨) · 해(害) 등의 보다 심한 번뇌성의 마음작용의 직접적 또는 간접적 발동근거가 될 수 있다.
간단히 말하면, 수용아사(受用我事)는 5온 가운데 수온을 '내 것[我所]'이라고 생각하여 집착하는 것[計執]을 말한다.

### 언설아사
언설아사(言說我事)의 문자 그대로의 뜻은 '언설(言說)의 아사(我事)'로, '언설(言說)에 대한 아상사(我相事)' 또는 '언설(言說)에 대한 아소사(我所事)'를 뜻하는데, 《대승아비달마잡집론》에 따르면 후자의 의미이다. 즉 언설을 '내 것[我所]'이라고 계집(計執)하는 것 즉 언설을 내 것이라고 생각하여 언설에 집착하는 것을 말한다.
언설(言說)은 말 즉 언어를 뜻한다. 불교에서는 언어의 구성요소 또는 언어 그 자체를 전통적인 용어로 명신(名身: 낱말, 특히 명사) · 구신(句身: 문장) · 문신(文身: 음소 또는 글자)이라고 하며, 이 중에서 명신은 명사적 단어로서의 상(想, saṃjñā)을 뜻한다.  또한 상(想)은 표상작용의 마음작용을 뜻한다. 명사적 단어로서의 상(想, saṃjñā) 즉 명신(名身: 낱말, 특히 명사)은 표상작용인 상(想, saṃjñā)의 마음작용에 의해 생겨나는 표상 또는 개념과 밀접히 관련되어 있다. 특히, 대승불교에서는 명신(名身: 낱말, 특히 명사)은 상(想)의 결과물, 즉 표상들 즉 개념들의 집합이라고 본다. 따라서 명신(名身: 낱말, 특히 명사) · 구신(句身: 문장) · 문신(文身: 음소 또는 글자), 즉 언어는 사물의 자성을 분별(分別)하는 것 즉 개념화 작용에 따라 생겨난 것으로 상(想)의 마음작용과 분리된 별도의 실체가 아니라고 본다. 이런 측면에서, 언설 즉 언어는 곧 상(想)의 마음작용을 의미한다. 그리고 상(想)은 5온 가운데 상온에 해당한다.
간단히 말하면, 언설아사(言說我事)는 5온 가운데 상온을 '내 것[我所]'이라고 생각하여 집착하는 것[計執]을 말한다. 즉, 뛰어난 생각(개념), 독창적인 생각(개념), 마음이 쏠리는 생각(개념)과 같은 특정한 생각(개념)을 '내 것[我所]'이라고 여겨서 그 생각(개념)에 집착하는 것, 즉 그 생각(개념)에 들러붙어 떠나지 못하는 것을 말한다.

### 조작일체법비법아사
조작일체법비법아사(造作一切法非法我事)의 문자 그대로의 뜻은 '조작일체법비법(造作一切法非法)의 아사(我事)'로, '조작일체법비법(造作一切法非法)에 대한 아상사(我相事)' 또는 '조작일체법비법(造作一切法非法)에 대한 아소사(我所事)'를 뜻하는데, 《대승아비달마잡집론》에 따르면 후자의 의미이다. 즉 조작일체법비법을 '내 것[我所]'이라고 계집(計執)하는 것 즉  조작일체법비법을 내 것이라고 생각하여 조작일체법비법에 집착하는 것을 말한다.
조작일체법비법(造作一切法非法)이란 '일체법(一切法)과 비법(非法)을 조작(造作)한다'는 뜻으로,
일체법(一切法)은 현상적으로 또는 본질적으로 실재하는 모든 법을 말하고 비법(非法)은 관념에서만 존재하는 법을 말한다. 예를 들어, 토끼는 뿔을 가지는 생물이 아니므로 '토끼뿔'은 현상에서 실재하지 않는데 관념에서는 존재할 수 있다. 다른 예로는, 선한 탐욕 즉 선탐(善貪)을 들 수 있다. 대승불교와 부파불교 모두의 교학에 따르면 탐(貪)은 번뇌에 속하기 때문에 선 · 악 · 무기의 3성 가운데 악과 '무기의 일부인 유부무기'에만 통한다. 즉, 선에는 통하지 않는다. 따라서 선한 탐욕 즉 선탐(善貪)이란 관념에서는 존재할 수 있어도 현상에서 실재하지 않는다.
조작(造作)은 짓고 만든다는 뜻으로, 사(思)의 마음작용의 본질적 성질이다. 조작(造作)은 전통적인 불교 용어인데, 현대적인 표현으로는 의사(意思: 무엇을 하고자 하는 생각) · 의지(意志: 어떠한 일을 이루고자 하는 마음)를 뜻한다. 그리고 사(思)의 마음작용은 5온 가운데 행온을 대표한다.
간단히 말하면, 조작일체법비법아사(造作一切法非法我事)는 5온 가운데 행온을 '내 것[我所]'이라고 생각하여 집착하는 것[計執]을 말한다. 예를 들어, 강한 의지력 또는 약한 의지력과 같은 특정한 의지력, 또는 무언가를 하려는 욕구, 또는 무언가에 대한 그릇된 소유욕을 '내 것[我所]'이라고 여겨서 그것에 집착하는 것, 즉 그것에 들러붙어 떠나지 못하는 것을 말한다.

## 아상사

### 피소의지아자체사
피소의지아자체사(彼所依止我自體事)의 문자 그대로의 뜻은 '피소의지(彼所依止)로서의 아자체사(我自體事)'로, 다른 나머지 아사(我事)들의 의지처 즉 발동근거가 되는 '자체(自體)로서의 아사(我事)' 즉 다른 나머지 아사(我事)들의 의지처 즉 발동근거가 되는 '어떤 근본 또는 바탕으로서의 아사(我事)'를 뜻한다.
즉, 피소의지아자체사(彼所依止我自體事)는 '어떤 근본 또는 바탕으로서의 아상사(我相事)' 또는 '어떤 근본 또는 바탕으로서의 아소사(我所事)'를 뜻하는데, 《대승아비달마잡집론》에 따르면 전자의 의미이다.
그리고, 《대승아비달마잡집론》에 따르면 피소의지아자체사(彼所依止我自體事) 또는 아상사(我相事)는 5온 가운데 식온을 말하며, 식온은 곧 마음 또는 의식과 동의어이다. 또한, 《대승아비달마잡집론》에 따르면, '피소의지아자체사(彼所依止我自體事)'라는 명칭이 의미하는 바대로, 식온은 다른 모든 아사(我事), 즉 신구아사(身具我事) · 수용아사(受用我事) · 언설아사(言說我事) · 조작일체법비법아사(造作一切法非法我事)의 4가지 아사(我事), 즉 모든 아소사(我所事)의 의지처 즉 발동근거가 된다. 달리 말하면, 아상사(我相事)는 아소사(我所事)의 의지처 즉 발동근거이다. 즉, '나[我]'라는 관념 또는 생각이 있기 때문에 '내 것[我所]'이라는 관념 또는 생각이 성립될 수 있는 것이다.
간단히 말하면, 피소의지아자체사(彼所依止我自體事)는 5온 가운데 식온을 '나[我]'라고 생각하여 집착하는 것[計執]을 말한다. 즉, 유위법 가운데 하나인  마음을 '나[我]'라고 여겨서 이러한 그 마음에 대해 집착하는 것, 즉 그 마음에 대해 들러붙어 떠나지 못하는 것을 말한다. 예를 들어, 말나식이 아뢰야식을 자신의 자아라고 생각하여 아뢰야식에 대해 집착하는 것이 아상사에 속한다.

## 같이 보기
- 5온(五蘊)
- 5견(五見) 가운데 유신견 또는 살가야견
- 지경4상(智境四相) 가운데 아상(我相)
- 말나식의 4번뇌
- 62견
- 14무기

## 참고 문헌
- 무착 지음, 현장 한역 (K.571, T.1602). 《현양성교론》. 한글대장경 검색시스템 - 전자불전연구소 / 동국역경원. K.571(16-1), T.1602(31-480). |title=에 외부 링크가 있음 (도움말)
- 무착 지음, 현장 한역, 이한정 번역 (K.572, T.1605). 《대승아비달마집론》. 한글대장경 검색시스템 - 전자불전연구소 / 동국역경원. K.572(16-157), T.1605(31-663). |title=에 외부 링크가 있음 (도움말)
- 미륵 지음, 현장 한역, 강명희 번역 (K.614, T.1579). 《유가사지론》. 한글대장경 검색시스템 - 전자불전연구소 / 동국역경원. K.570(15-465), T.1579(30-279). |title=에 외부 링크가 있음 (도움말)
- 안혜 지음, 현장 한역, 이한정 번역 (K.576, T.1605). 《대승아비달마잡집론》. 한글대장경 검색시스템 - 전자불전연구소 / 동국역경원. K.576(16-228), T.1606(31-694). |title=에 외부 링크가 있음 (도움말)
- (중국어) 무착 조, 현장 한역 (T.1602). 《현양성교론(顯揚聖教論)》. 대정신수대장경. T31, No. 1602, CBETA. |title=에 외부 링크가 있음 (도움말)
- (중국어) 무착 조, 현장 한역 (T.1605). 《대승아비달마집론(大乘阿毘達磨集論)》. 대정신수대장경. T31, No. 1605, CBETA. |title=에 외부 링크가 있음 (도움말)
- (중국어) 미륵 조, 현장 한역 (T.1579). 《유가사지론(瑜伽師地論)》. 대정신수대장경. T30, No. 1579. CBETA. |title=에 외부 링크가 있음 (도움말)
- (중국어) 안혜 조, 현장 한역 (T.1606). 《대승아비달마잡집론(大乘阿毘達磨雜集論)》. 대정신수대장경. T31, No. 1606, CBETA. |title=에 외부 링크가 있음 (도움말)